# 马国文
马国文（1941年—），四川省南部县人，中国人民解放军将领、中国人民解放军中将。
1997年11月至1998年8月间，任成都军区政治部主任。1999年，授予中国人民解放军中将。2000年12月至2004年12月，任广州军区副政治委员。